# Cessna 526 CitationJet
«Сессна-526 CitationJet» (англ. Cessna 526 CitationJet) — американский двухдвигательный учебно-тренировочный реактивный самолёт — кандидат основного учебно-тренировочного самолёта для летной подготовки системы Цессны. Выполнен на базе делового самолёта Cessna CitationJet. Всего построено два прототипа.

## История самолёта
Самолёт был создан для участия в конкурсе на основной учебно-тренировочный самолёт для летной подготовки ВВС США и ВМС США. Компания выполнила разработку самолёта, взяв за основу Cessna 525 CitationJet. Более 75 % составляющих Cessna 526 являются общими с базовой моделью, включая крыло, двигатели, шасси, электрические, гидравлические и топливные системы. Основным отличием самолёта является размещение экипажа — оно выполнено по схеме «тандем», кабина оборудована катапультными креслами с возможностью покидания самолёта с высоты 0 м, а также новое хвостовое оперение с низко расположенными рулями высоты.
Первый полет первого прототипа выполнен 20 декабря 1993 года, второй прототип выполнил первый полет 2 марта 1994 года.
Участие в конкурсе не принесло Cessna Aircraft Company победы, победил турбовинтовой самолёт Raytheon T-6 Texan II в варианте Pilatus PC-9.

## Лётно-технические характеристики

### Технические характеристики
- Экипаж: 2 человека
- Длина: 12,40 м
- Размах крыла: 11,28 м
- Высота: 3,81 м
- Площадь крыла: 20,6  м²
- Масса пустого: 2925 кг
- Максимальная взлётная масса: 3855 кг
- Двигатели: 2× Williams-Rolls F129
- Мощность: 2×1500 lbf (6,672 кН)

### Лётные характеристики
- Максимальная скорость: 500 км/ч
- Число М:: 0,7
- Практическая дальность: 1944 км
- Практический потолок: 10688 м